# Goran Tomčić
Goran Tomčić (1964.), hrvatski suvremeni umjetnik koji trenutno živi i djeluje u Berlinu.  

## Životopis
Odrastao je na otoku Hvaru i u Splitu. Studirao je povijest umjetnosti i komparativnu književnost na Sveučilištu u Zagrebu. Od 1991. do 2009., živio je i radio u New Yorku i Miamiju, prije nego što se preselio u Njemačku. Godine 1996. magistrirao je kustoške studije s temom na radu slovenske umjetnice Marjetice Potrč u Center for Curatorial Studies na Bard College. Od 1997. do 2000. godine bio je ravnatelj Galerije Wolfson na Miami Dade College te je predavao na New World School of the Arts, a radio je i kao kustos moderne i suvremene umjetnosti u Allen Memorial Art Museum, Oberlin College.

## Radovi
Dobitnik je više stipendija i nagrada, uključujući Trust for Mutual Understanding (NY, 1994.), Pollock-Krasner Grant (NY, 2007.), MacDowell Residency Fellowship (Peterborough NH, 1992., 1996.) te nagradu berlinskog Senata za kulturu i Europu (Berlin, 2020.). Sudjelovao je i u mnogim umjetničkim rezidencijama i festivalima.
Tomčićeve prostorne instalacije, kolaži s tematikom upotrebe jezika u globaliziranom svijetu te ostali različiti umjetničko istraživački projekti izlagani su u muzejima, galerijama i alternativnim prostorima diljem svijeta. Njegovi se radovi pojavljuju u više javnih i privatnih umjetničkih zbirki, uključujući:
- Kunstmuseum Wolfsburg (Njemačka)[8]
- KRC Art Collection (Nizozemska)[9]
- CitizenM (Nizozemska)[10]
- Muzej umjetnosti u Haifi (Izrael)[11]
- Muzej moderne i suvremene umjetnosti, Rijeka (Hrvatska)[12]
- Valamar Riviera Collection (Hrvatska)[13]
- Muzej Lapidarium Novigrad (Hrvatska)[14]
- Royal Caribbean International (SAD)[15]

Od 2015. njegova umjetnička praksa usmjerena je na participativnu umjetnost, uključujući internacionalni projekt Pompom Nets (Pompomsko umrežavanje).

## Samostalne izložbe i projekti
- 2023. “Pompom Nets – Addis Ababa", Entoto Fine Arts Center, Addis Ababa, Etiopija

- 2023. “Pompom Nets – Piran/Pirano”, Abakkum Piran, Piran/Pirano, Slovenia

- 2023. “Pompom Nets – Başiskele”, Helikon Art Center, Gölcük/Kocaeli, Turska

- 2023. “Pompom Nets – Skofja Loka", Galerija Ivana Groharja, Skofja Loka, Slovenija

- 2023. “Pompom Nets – Ljubljana”, Cirkulacija 2, Ljubljana, Slovenija

- 2022. “Pompom Nets – Cape Coast”, University of Cape Coast, Cape Coast, Gana

- 2022. “Pompom Nets – Venice”, Canal Grande, Venice, Italija

- 2021. “Pompom Nets – Hvar”, Otok Hvar, Hrvatska

- 2021. “Pompom Nets – Havel”, Havel, Caputh, Njemačka

- 2021. “Pompom Nets – Berlin”, Plötzensee, Berlin, Njemačka

- 2020. “Pompom Nets – Lisbon”, Hangar, Lisbon, Portugal

- 2018. “Pompom Nets – Sućuraj”, Sućuraj, Hvar, Hrvatska

- 2018. “Rainbow”, Symphony of the Seas, Royal Caribbean, Miami, FL, SAD

- 2018. “Pompom Waterfall”, Vitrine 01, U-Bahnhof Birkenstraße, Berlin, Njemačka

- 2016. “Pompom Constellation”, Context Art Fair, New York, NY, SAD

- 2015. “Nebo”, Multimedijalni Kulturni Centar, Split, Hrvatska

- 2014. “Heart Strings”, Dimensions Variable, Miami, FL, SAD

- 2011. “Vječni zagrljaj”, Mali salon, MMSU, Rijeka, Hrvatska

- 2010. “Lose Something Every Day”, Kurt-Kurt, Berlin, Njemačka

- 2010. “Pompom Bouquet”, Galerie Adlergasse, Dresden, Njemačka

- 2010. “Without Words”, Kibla, Maribor, Slovenija

- 2010. “Against My Heart”, Freies Museum, Berlin, Njemačka

- 2009. “Shimmering Heart (Gold)", Rigo Gallery, Novigrad, Hrvatska

- 2009. “Passage”, Galerie Delikatessenhaus, Leipzig, Njemačka

- 2007. “Overlap”, The Windows at the Kimmel Center, NYU, New York, NY, SAD

- 2005. “Shimmering Heart (Silver)”, Participant Inc., New York, NY, SAD